# Charlie Chan e la casa senza chiavi
Charlie Chan e la casa senza chiavi (The House Without a Key) è uno dei romanzi polizieschi di Earl Derr Biggers, il primo del ciclo di Charlie Chan, l'investigatore di origine cinese in forza al dipartimento di polizia di Honolulu. Chan è noto per i suoi metodi investigativi pacati ed ispirati ai dettami di saggezza orientale. Ne venne tratto un serial cinematografico, The House Without a Key (1926).

## Trama
John Quincy Winterslip, trentenne membro di una famiglia dell’alta società di Boston (MA), è incaricato dai parenti di recarsi alle Hawaii per convincere la propria zia, Miss Minerva Winterslip, a fare ritorno dalle vacanze ai tropici, che si stanno prolungando ben oltre i tempi concessi dalla buona creanza e dalle convenzioni dell’epoca.
Mentre fa tappa a San Francisco (CA) John Quincy soggiorna presso un parente, Roger Winterslip, e viene raggiunto da un cablo inviato da Dan Winterslip (che a sua volta ospita miss Minerva ad Honolulu). Dan gli chiede di appropriarsi di una cassetta di legno custodita nella soffitta della sua residenza di San Francisco e di gettarla nell’oceano durante la traversata per raggiungere l’arcipelago.
John Quincy e Roger entrano nottetempo nella residenza di Dan, ma uno sconosciuto aggredisce John e fugge con la cassetta.
Sul piroscafo per Honolulu sono imbarcati anche l’estroversa ed affascinante figlia di Dan, Barbara “un turbine in abito dai vivaci colori”, ed il suo aitante corteggiatore, l’avvocato Harry Jennison. Arrivati a destinazione, i viaggiatori apprendono che la notte precedente Dan Winterslip è stato pugnalato a morte.
La non più giovane Miss Minerva insiste affinché John Quincy segua direttamente le indagini, non avendo molta fiducia nelle capacità della polizia locale rappresentata dal capitano Hallet, “uno yankee alto e angoloso, con una certa aria da ufficiale di marina” e da un uomo molto grasso che cammina però con il passo leggero e delicato di una donna, il sergente-detective Charlie Chan.
Soprattutto, Miss minerva teme per il buon nome della famiglia. Infatti, durante le indagini emergono particolari poco edificanti sul torbido e movimentato passato di Dan, in particolare sull’origine della sua immensa fortuna economica.
Chi aveva un rancore così profondo verso l’anziano uomo d’affari da portarlo ad un gesto così estremo?
Forse James Egan, proprietario del decadente Hotel Reef and Palm e principale indiziato o Thomas Macan Brade, un ex capitano negriero riemerso dall’oscuro passato di Dan? La vedova Arlene Compton, ammaliante ex attrice di Broadway che aveva una “tenera amicizia” con l’uomo assassinato o Steve Leatherbee, il geloso amico-spasimante della conturbante vedova?
Com’è implicato nella vicenda Dick Kaolha, giovane hawaiano che covava un profondo risentimento nei confronti di Dan?
Mentre indaga sull’omicidio, sempre più avvinto dall’incantata atmosfera delle isole, così diversa da quella puritana e perbenista nella quale è cresciuto, John Quincy dovrà anche fare ordine nei propri sentimenti. Manterrà fede alla promessa inespressa verso la fidanzata bostoniana Agatha Parker o seguirà l’attrazione per l’allegra e vivace Carlota Maria Egan (figlia del proprietario dell’Hotel Reef and Palm). E come gestire i contrastanti sentimenti verso l’affascinante e mondana cugina Barbara Winterslip?
Finalmente la matassa si dipana e Chan riesce a trovare la soluzione al caso contemporaneamente a John Quincy. Curiosamente, anche se nel titolo ne è il protagonista, il ruolo del detective nel libro è piuttosto piccolo. Ad esempio: egli entra in scena solo al 7º capitolo ed è il bostoniano che ha l'onore di scontrarsi per primo con l'omicida permettendo alla polizia di sopraggiungere ed impedire un nuovo delitto.

## Edizioni
- Charlie Chan e la casa senza chiave, traduzione di Caterina Longanesi, Collana L'Oscar del crimine n.446, Milano, Mondadori, marzo 1973,  p. 268.
- Charlie Chan e la casa senza chiavi, Collana Il Giallo economico classico n.63, Gruppo Newton, 1995,  p. 160.
- Charlie Chan e la casa senza chiavi, traduzione di G. Viganò, Collana I bassotti, Polillo, 2004,  p. 302, ISBN 88-8154-214-5.  Collana I Gialli n.13 del Corriere della Sera, RCS Quotidiani, 2013; Collana Oscar Gialli, Mondadori, Milano, 2016, ISBN 978-88-046-6221-1.

## Trasposizioni
- The House Without a Key (1926), serial cinematografico in 10 puntate diretto da Spencer Gordon Bennet.